# Timelaea obscurior
Timelaea obscurior är en fjärilsart som beskrevs av Hall 1935. Timelaea obscurior ingår i släktet Timelaea och familjen praktfjärilar. Inga underarter finns listade i Catalogue of Life.